# Nauheim
Nauheim település Németországban, Hessen tartományban. Lakosainak száma 10 856 fő (2023. december 31.). Nauheim Mörfelden-Walldorf és Groß-Gerau községekkel határos.

## Népesség
A település népességének változása:
| Lakosok száma | 10 529 | 10 570 | 10 819 | 10 840 | 10 856 |
|               | 2017   | 2019   | 2021   | 2022   | 2023   |